# Holotrichia rufofulva
Holotrichia rufofulva är en skalbaggsart som beskrevs av Moser 1919. Holotrichia rufofulva ingår i släktet Holotrichia och familjen Melolonthidae. Inga underarter finns listade i Catalogue of Life.